# Desiderio di Vienne
Desiderio, in francese Didier (Autun, 550 circa – Priscianicum, 612 circa), è stato un vescovo franco, venerato come santo dalla Chiesa cattolica.

## Biografia
Nacque ad Autun intorno al 550. Membro di una famiglia aristocratica, ebbe una formazione accademica che lo rese centro vivo della cultura classica sotto i burgundi. Desiderio fu costretto all'insegnamento attivo per carenza di letterati, in ottemperanza alla salvaguardia e al mantenimento della cultura classica. Nel 590 fu nominato vescovo di Vienne.
Fu ferocemente attaccato da papa Gregorio Magno, per aver insegnato la grammatica latina (ma soprattutto la poetarum enarratio), pur essendo vescovo.
Fu fatto assassinare, secondo la tradizione, dalla regina Brunechilde intorno al 612.
Dal Martirologio Romano al 26 maggio:
Eppure, «la sua festa liturgica è fissata al 23 maggio».